# Omid

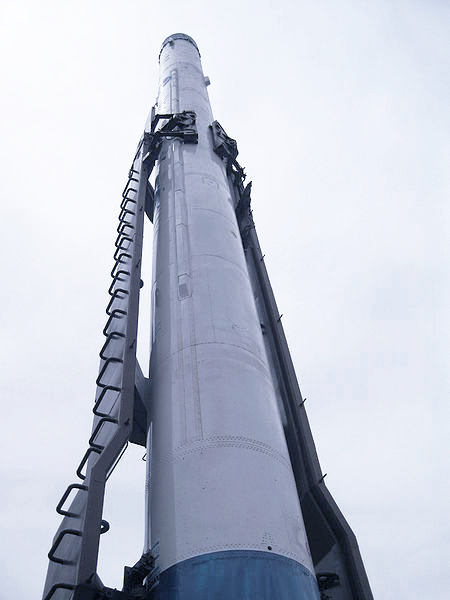
De Omid klaar voor lancering

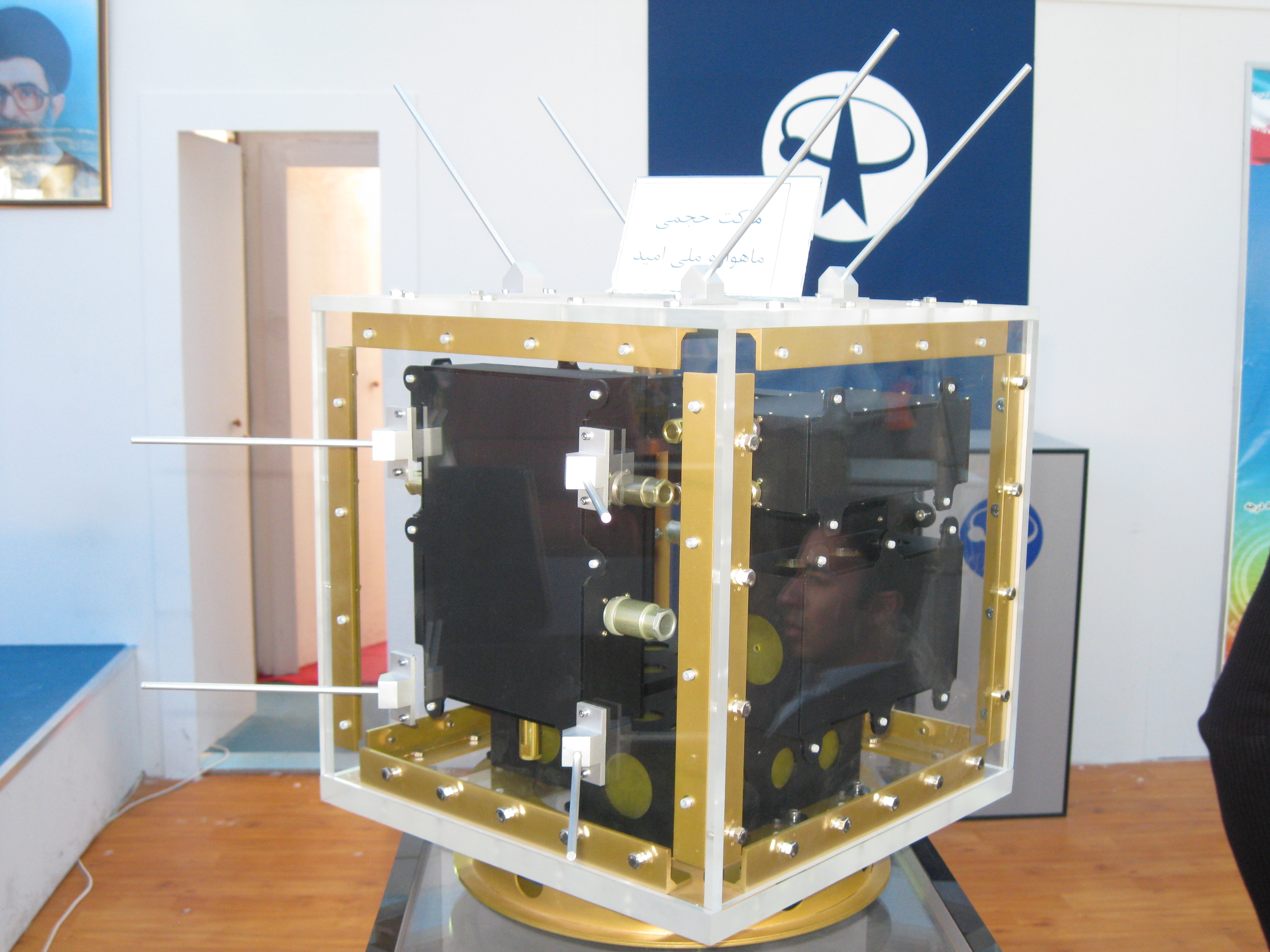
De Omid

Omid (Perzisch: امید,"Hoop") is Irans eerste zelfgemaakte kunstmatige satelliet. De Iraanse staatstelevisie omschreef de satelliet als een 'data verwerkende satelliet voor onderzoek en telecommunicatie'. Op 2 februari 2009 werd Omid door een Iraanse draagraket, de Safir-2, in een lage baan rond de Aarde gebracht.
De lancering viel samen met de 30e verjaardag van de Iraanse Revolutie. De lancering werd overzien door president Mahmoud Ahmadinejad. Deze lanceerde de Omid met de woorden "Allāhu Akbar" en zei dat de satelliet was gelanceerd om monotheïsme, vrede en gerechtigheid op aarde te brengen.